# Xã Van Buren, Quận Monroe, Indiana
Xã Van Buren (tiếng Anh: Van Buren Township) là một xã thuộc quận Monroe, tiểu bang Indiana, Hoa Kỳ. Năm 2010, dân số của xã này là 11.981 người và có 5.347 đơn vị nhà ở.

## Lịch sử
Xã Van Buren được thành lập năm 1837.